# Dekanat irkucki
Dekanat irkucki (ros. Иркутсктй Деканат) – rzymskokatolicki dekanat diecezji Świętego Józefa w Irkucku, w Rosji. W jego skład wchodzi 8 parafii.
Dekanat obejmuje:
- Buriację – 1 parafia
- kraj Zabajkalski – 1 parafia
- obwód irkucki – 6 parafii

## Parafie
- Angarsk – parafia św. Józefa
- Brack – parafia śś. Cyryla i Metodego
- Czyta – parafia śś. Apostołów Piotra i Pawła
- Irkuck:
  - parafia Niepokalanego Serca Najświętszej Maryi Panny
  - parafia Wniebowzięcia Najświętszej Maryi Panny (obsługiwana przez księży z parafii Niepokalanego Serca Najświętszej Maryi Panny w Irkucku)
- Ułan Ude – parafia Najświętszego Serca Pana Jezusa
- Usole Syberyjskie – parafia św. Rafała Kalinowskiego
- Wierszyna – parafia św. Stanisława BM